# Basket Parma
Associazione Basket Parma is een damesbasketbalteam uit Parma, Italië welke speelt in de Lega Basket Serie B. De club werd opgericht in 1962.

## Geschiedenis
Parma's eerste grote succes was het winnen van de Ronchetti Cup in 1990. Ze wonnen de finale van Jedinstvo-Aida Tuzla uit Joegoslavië over twee wedstrijden met een totaalscore van 150-131. In 1993 herhaalde Parma dat succes. Ze wonnen in de finale van GKS Olimpia Poznań uit Polen over twee wedstrijden met een totaalscore van 162-132. In 1994, 1995 en 1997 haalde Parma ook de finale om de Rochetti Cup. Maar die verloren ze van Marani Cesena uit Italië, CJM Bourges Basket uit Frankrijk en CSKA Moskou uit Rusland. In 2000 won Parma weer de Ronchetti Cup. Ze wonnen van Sandra Gran Canaria uit Spanje over twee wedstrijden met een totaalscore van 123-116.

## Erelijst
- Landskampioen Italië: 1
  - Winnaar: 2001

- Bekerwinnaar Italië: 3
  - Winnaar: 1998, 2001, 2002
  - Runner-up: 1994, 1997, 2009

- Supercupwinnaar Italië: 2
  - Winnaar: 1997, 2002

- Ronchetti Cup: 3
  - Winnaar: 1990, 1993, 2000
  - Runner-up: 1994, 1995, 1997

## Bekende (oud)-spelers
- Maria Chiara Franchini
- Francesca Zara
- Audrey Sauret
- Gabrielė Narvičiūtė
- Naomi Halman
- Svetlana Koeznetsova
- - Milica Mićović
- Eva Němcová-Horáková
- Yolanda Griffith

## Bekende (oud)-coaches
- Paolo Rossi
- Stefano Tommei

## Sponsor namen
- 1964-1970: Salvarani Parma
- 1970-1973: Parmalat Parma
- 1974-1975: Despar Parma
- 1976-1978: Foglia & Rizzi Parma
- 1978-1981: Pellicce Canali Parma
- 1981-1983: Dietalat Parma
- 1983-1984: Welding Parma
- 1984-1987: Starter Parma
- 1987-1995: Primizie Parma
- 1995-1999: Cariparma Parma
- 1999-2001: Cerve Parma
- 2001-2005: Meverin Parma
- 2005-2006: Stem Marine Parma
- 2006-heden: Lavezzini Parma